# Крус, Жуакин
Жуакин Карвалью Крус (порт.-браз. Joaquim Carvalho Cruz; род. 12 марта 1963 года) — бразильский бегун на средние дистанции, олимпийский чемпион 1984 года на дистанции 800 метров. Рекордсмен Южной Америки на дистанции 1000 метров — 2.14,09.
5 августа 2016 года был одним из 8 людей, выносивших олимпийски флаг во время церемония открытия летних Олимпийских игр в Рио-де-Жанейро.

## Биография
Крус родился в Тагуатинге. До 13 лет играл в баскетбол, позже начал заниматься лёгкой атлетикой, и уже в 15 лет имел личный рекорд на 800 метров 1.51. 

## Спортивная карьера
После установки мирового рекорда среди юниоров на 800 метров с результатом 1.44,3 он получил стипендию в 1983 году для обучения в Орегонском университете. В этом же году стал первым бразильцем, которому удалось выиграть национальную ассоциацию студентов. Бронзовый призёр первого чемпионата мира по лёгкой атлетике 1983 года на дистанции 800 метров.
На Олимпийских играх 1984 года вместе с рекордсменом мира Себастьяном Коу был одним из претендентов на золото. В финальном забеге 6 августа перед выходом на финишную прямую занимал третью позицию. В результате мощного финишного рывка он выигрывает золотую медаль с новым олимпийским рекордом 1.43,00, оставляя позади себя одного из фаворитов Себастьяна Коу. Он стал первым и пока единственным бразильцем, выигравшем олимпийское золото в беговых дисциплинах.
Спустя несколько дней после Олимпийских игр 1984 года на соревнованиях в немецком Кёльне устанавливает личный рекорд на 800 метров 1.41,77. С этим результатом он до сих пор является одним из пяти человек, которым удавалось пробежать 800 метров быстрее 1.42,00. Крус — двукратный чемпион Панамериканских игр на дистанции 1500 метров в 1987 и 1995 годах. На Олимпийских играх 1988 года выиграл серебро на 800 метров. На протяжении 700 метров дистанции Крус возглавлял забег, но на финишной прямой его опередил кениец Пол Эренг.
Травма ахиллова сухожилия не позволила ему принять участие в олимпийских играх 1992 года. На олимпийских играх 1996 года в Атланте был знаменосцем бразильской делегации на церемонии открытия игр. В 1997 году объявил о завершении спортивной карьеры. В настоящее время живёт вместе с женой Марией и сыновьями Кевином и Паулем в Сан-Диего.